# دليل فيروس كورونا التكنولوجي
دليل فيروس كورونا التكنولوجي هو موقع على شبكة الانترنت تهدف إلى الاستعانة بمصادر خارجية لمعلومات فيروس كورونا المرتبط بالمتلازمة التنفسية الحادة الشديدة النوع 2 
تم تطويره في نيوspeak هاوس، وهو مكان للسياسة في لندن، إنجلترا. الموقع، الذي تم إطلاقه في مارس 2020، يستضيف مجموعة مترابطة من المستندات عبر الإنترنت القابلة للتحرير من قبل المستخدم، مما يجعله ويكي فعال.هدفها المعلن هو التوفير: حيث تعمل على توفير مساحة للتقنيين والمنظمات المدنية والمؤسسات العامة والخاصة والباحثين والمتخصصين من جميع الأنواع للتعاون في استجابة سريعة ومتطورة لتفشي الفيروس التاجي والآثار اللاحقة.

## روابط خارجية
- https://coronavirustechhandbook.com/ نسخة محفوظة 17 يونيو 2020 على موقع واي باك مشين.
- https://london.hackspace.org.uk/
- https://www.nwspk.com/